# Varjúköröm
Az varjúköröm vagy raponca (Phyteuma) a fészkesvirágzatúak (Asterales) rendjébe és a harangvirágfélék (Campanulaceae) családjába tartozó nemzetség.
Nem tévesztendő össze az ördögcsáklyával (Harpagophytum), amelyet „afrikai varjúköröm”-nek is neveznek, és a varjúkörömnek ugyancsak nevezett anyarozzsal (Claviceps).

## Származása, elterjedése
A fajok többsége a mérsékelt égövben, Európában, illetve Ázsiában él.
A Kárpát-medencében őshonos fajok:
- gombos varjúköröm (Phyteuma orbiculare)
- erdei varjúköröm (Phyteuma spicatum)

A Wagner-varjúköröm (Phyteuma vagneri), amely Wagner János botanikus után kapta nevét, jellegzetes kárpát-medencei endemikus faj.

## Megjelenése, felépítése
Lágy szárú növény. Fehér, sárga, kék vagy ibolyás árnyalatú virágai hosszúkás, hengeres füzér- vagy tömör fejecskevirágzatba állnak össze. A virág szirmai eleinte a csúcsukon is, később már csak a tövüknél összeforrtak.

## Életmódja, élőhelye
Évelő növény.

## Fajok
A lista nem teljes.
- Phyteuma balbisii
- Phyteuma betonicifolium
- Phyteuma charmelii
- Phyteuma confusum
- Phyteuma globulariifolium
- Phyteuma halleri
- Phyteuma hemisphaericum
- Phyteuma humile
- Phyteuma michelii
- Phyteuma nigrum – fekete varjúköröm
- Phyteuma orbiculare – gombos varjúköröm
- Phyteuma pauciflorum
- Phyteuma pedemontanum
- Phyteuma scheuchzeri – havasi varjúköröm
- Phyteuma sieberi
- Phyteuma spicatum – erdei varjúköröm
- Phyteuma tenerum
- Phyteuma vagneri – Vágner-varjúköröm
- Phyteuma zahlbruckneri